# Narcissus × confinalensis
Narcissus × confinalensis là một loài thực vật có hoa lai ghép trong họ Amaryllidaceae. Loài này được Uribe-Ech. & Urrutia mô tả khoa học đầu tiên năm 1989.